# Resolutie 1980 Veiligheidsraad Verenigde Naties
Resolutie 1980 van de Veiligheidsraad van de Verenigde Naties werd op 28 april 2011 met unanimiteit aangenomen door de VN-Veiligheidsraad.
De resolutie verlengde de sancties die al in 2004 waren opgelegd tegen personen die vrede in Ivoorkust hinderden met één jaar.

## Achtergrond
In 2002 brak in Ivoorkust een burgeroorlog uit tussen de regering in het christelijke zuiden en rebellen in het islamitische noorden van het land. In 2003 leidden onderhandelingen tot de vorming van een regering van nationale eenheid en waren er Franse- en VN-troepen aanwezig. In 2004 zegden de rebellen hun vertrouwen in de regering op en namen opnieuw de wapens op. Het noorden van het land werd voornamelijk door deze Forces Nouvelles gecontroleerd.
Na de presidentsverkiezingen eind 2010 ontstonden wederom onlusten toen zittend president Laurent Gbagbo op post bleef ondanks de internationaal erkende overwinning van Alassane Ouattara.

## Inhoud

### Waarnemingen
De maatregelen die met de resoluties 1572, 1643 en 1975 (wapenembargo, reisverbod, financiële sancties, uitvoerverbod voor ruwe diamant) waren genomen bleven bijdragen aan de stabiliteit van Ivoorkust en waren bedoeld om het vredesproces er te ondersteunen.
Nu de verkozen president Alassane Ouattara eindelijk aan zijn taak kon beginnen moest er opnieuw gewerkt worden aan nationale verzoening en vrede.

### Handelingen
Het wapenembargo, de financiële sancties en het reisverbod, die in 2004 waren opgelegd tegen personen die de vrede in Ivoorkust in de weg stonden, werden verlengd tot 30 april 2012.
Het verbod om ruwe diamant uit Ivoorkust in te voeren, dat in 2005 was opgelegd, werd eveneens tot deze datum verlengd.
Het eventueel opheffen van (een aantal van) deze maatregelen werd gekoppeld aan de stabiliteit van het land, het houden van parlementsverkiezingen, de uitvoering van belangrijke onderdelen van het vredesproces en de mensenrechtensituatie.
Voorts werden alle illegale strijders aangespoord onmiddellijk de wapens neer te leggen.
Die zouden door de overheid, en met de steun van de UNOCI-vredesmacht, worden ingezameld.
Men was verder ook zeer bezorgd over de aanwezigheid van huurlingen, met name uit de buurlanden.
Ivoorkust en Liberia werden opgeroepen dat probleem op te lossen en hun grens te bewaken.
De Veiligheidsraad verlengde vervolgens het mandaat van de groep van experts tot 30 april 2012.
Het was op basis van hun aanbevelingen dat de genomen sancties werden opgelegd tegen bepaalde personen en organisaties.

## Verwante resoluties
- Resolutie 1968 Veiligheidsraad Verenigde Naties
- Resolutie 1975 Veiligheidsraad Verenigde Naties
- Resolutie 1981 Veiligheidsraad Verenigde Naties
- Resolutie 1992 Veiligheidsraad Verenigde Naties

Lijst ·  1967 ·  1968 ·  1969 ·  1970 ·  1971 ·  1972 ·  1973 ·  1974 ·  1975 ·  1976 ·  1977 ·  1978 ·  1979 ·  1980 ·  1981 ·  1982 ·  1983 ·  1984 ·  1985 ·  1986 ·  1987 ·  1988 ·  1989 ·  1990 ·  1991 ·  1992 ·  1993 ·  1994 ·  1995 ·  1996 ·  1997 ·  1998 ·  1999 ·  2000 ·  2001 ·  2002 ·  2003 ·  2004 ·  2005 ·  2006 ·  2007 ·  2008 ·  2009 ·  2010 ·  2011 ·  2012 ·  2013 ·  2014 ·  2015 ·  2016 ·  2017 ·  2018 ·  2019 ·  2020 ·  2021 ·  2022 ·  2023 ·  2024 ·  2025 ·  2026 ·  2027 ·  2028 ·  2029 ·  2030 ·  2031 ·  2032